# Уапака
Уапа́ка (лат. Uapaca) — род двудольных цветковых растений, включённый в семейство Филлантовые (Phyllanthaceae). Единственный род трибы Uapaceae.

## Название
Научное название Uapaca происходит от народного названия типового вида, Uapaca thouarsii — voa-paca. Оно было впервые употреблено Анри Байоном в 1858 году в монографии семейства Молочайные.

## Ботаническое описание
Представители рода — кустарники и деревья, нередко одиночные. Листья расположенные очерёдно, с цельным краем, кожистые, голые, на коротких черешках или сидячие. Почки клейкие.
Тычиночные цветки собраны в головчатые соцветия с 4—7 нахлёстывающимися прицветниками. Чашечка из 4—5 сросшихся в основании долей. Венчик отсутствует. Тычинки в количестве 4—5, свободные, приросшие к основанию рудиментарного пестика. Пестичные цветки одиночные, в пазухах листьев. Чашечка окрашенная, плёнчатая. Завязь треугольная, трёхгнёздная, в каждом гнезде по два семязачатка.
Плод конический, мясистый или пробковидный.

## Значение и применение
Плоды некоторых видов рода съедобны. Плоды уапаки Кирка употребляются в пищу в Зимбабве, в особенности в голодные годы.

## Таксономия
|  |                                      |  |                                                         |                                                         |                       |  | ещё 34 семейства (согласно Системе APG III) |              |              |          |
|  |                                      |  |                                                         |                                                         |                       |  |                                             |              |              | 50 видов |
|  |                                      |  |                                                         | порядок Мальпигиецветные                                |                       |  |                                             |              | род Уапака   |          |
|  |                                      |  |                                                         | порядок Мальпигиецветные                                |                       |  |                                             |              | род Уапака   |          |
|  | отдел Цветковые, или Покрытосеменные |  |                                                         |                                                         | семейство Филлантовые |  |                                             |              |              |          |
|  | отдел Цветковые, или Покрытосеменные |  |                                                         |                                                         |                       |  |                                             |              |              |          |
|  |                                      |  | ещё 58 порядков цветковых растений (по Системе APG III) | ещё 58 порядков цветковых растений (по Системе APG III) |                       |  |                                             | ещё 57 родов | ещё 57 родов |          |
|  |                                      |  |                                                         | ещё 58 порядков цветковых растений (по Системе APG III) |                       |  |                                             |              | ещё 57 родов |          |

### Синонимы
- Canariastrum Engl., 1899, nom. inval.
- Gymnocarpus Thouars ex Baill., 1858, nom. inval.

### Виды
- Uapaca acuminata (Hutch.) Pax & K.Hoffm., 1922
- Uapaca ambanjensis Leandri, 1957
- Uapaca amplifolia Denis, 1927
- Uapaca angustipyrena De Wild., 1932
- Uapaca benguelensis Müll.Arg., 1864
- Uapaca betamponensis Leandri, 1957
- Uapaca bojeri Baill., 1874
- Uapaca bossenge De Wild., 1908
- Uapaca brevipedunculata De Wild., 1933
- Uapaca brieyi De Wild., 1914
- Uapaca casteelsii De Wild., 1927
- Uapaca chevalieri Beille, 1908
- Uapaca corbisieri De Wild., 1927
- Uapaca densifolia Baker, 1883
- Uapaca ealaensis De Wild., 1908
- Uapaca ferrarii De Wild., 1927
- Uapaca ferruginea Baill., 1858
- Uapaca goossensii De Wild., 1927
- Uapaca gossweileri Hutch., 1912
- Uapaca guineensis Müll.Arg., 1864 — Уапака гвинейская
- Uapaca heudelotii Baill., 1860
- Uapaca katentaniensis De Wild., 1933
- Uapaca kibuatii De Wild., 1933
- Uapaca kirkiana Müll.Arg., 1864 — Уапака Кирка
- Uapaca le-testuana A.Chev., 1917
- Uapaca lebrunii De Wild., 1933
- Uapaca littoralis Denis, 1927
- Uapaca louvelii Denis, 1927
- Uapaca macrostipulata De Wild., 1927
- Uapaca mangorensis Leandri, 1957
- Uapaca multinervata De Wild., 1927
- Uapaca nitida Müll.Arg., 1864
- Uapaca nymphaeantha Pax & K.Hoffm., 1922
- Uapaca paludosa Aubrév. & Leandri, 1935
- Uapaca pilosa Hutch., 1912
- Uapaca prominenticarinata De Wild., 1927
- Uapaca pynaertii De Wild., 1908
- Uapaca rivularis Denis, 1927
- Uapaca robynsii De Wild., 1933
- Uapaca rufopilosa (De Wild.) P.A.Duvign., 1949
- Uapaca samfii De Wild., 1933
- Uapaca sansibarica Pax, 1904
- Uapaca silvestris Leandri, 1957
- Uapaca staudtii Pax, 1897
- Uapaca stipularis Pax & K.Hoffm., 1922
- Uapaca thouarsii Baill., 1858
- Uapaca togoensis Pax, 1904
- Uapaca vanderystii De Wild., 1927
- Uapaca vanhouttei De Wild., 1908
- Uapaca verruculosa De Wild., 1933